# 연작에세이 어머니
《연작에세이 어머니》는 한국방송공사의  시사 · 교양 프로그램이다.